# Imagination (singolo LaToya Jackson)
Imagination è il terzo singolo estratto dall'album Imagination della cantautrice e ballerina statunitense LaToya Jackson, pubblicato nel 1986.

## Tracce
1. Imagination (Album Version) – 4:20
2. Imagination (Remix) – 2:58
3. Imagination (Dub Mix) – 5:30
4. Imagination (Hot Dance Remix) – 6:00